# Comisión Nacional de Energía de Chile
La Comisión Nacional de Energía (CNE) es un organismo público y descentralizado, con patrimonio propio y plena capacidad para adquirir y ejercer derechos y contraer obligaciones, que se relaciona con el Presidente de la República por intermedio del Ministerio de Energía. Su sede central se encuentra en la ciudad de Santiago de Chile. El actual Secretario Ejecutivo de la CNE es el ingeniero civil industrial Marco Antonio Mancilla Ayancán, quien en octubre de 2022 fue designado por el Presidente de la República, Gabriel Boric Font, a través del Sistema de Alta Dirección Pública (ADP) del Servicio Civil.
Es un organismo creado por el Decreto Ley N.º 2.224, de 8 de junio de 1978. Hasta febrero de 2010, el presidente de la Comisión tenía el rango de ministro de Estado; sin embargo, todos aquellos actos jurídicos administrativos de la Comisión en los que la legislación exigía la intervención de un Ministerio, se realizaban a través del Ministerio de Minería. 
En febrero de 2010 entra en vigencia la Ley número 20.402 que crea el Ministerio de Energía y a la CNE se le dejó como una institución descentralizada que se relaciona con el presidente de la República a través del nuevo Ministerio de Energía.

## Historia

### 1978 - 2010
Hasta el año 2010, la Dirección Superior de la Comisión le correspondió a un Consejo Directivo, compuesto por: un representante del Presidente de la República, con el título de Presidente de la Comisión Nacional de Energía, que lo preside, por el ministro de Minería, por el ministro de Economía, Fomento y Reconstrucción, por el ministro de Hacienda, por el ministro de Defensa Nacional, ministro Secretario General de la Presidencia y ministro de Planificación y Cooperación.
En caso de ausencia o impedimento del Presidente, este era reemplazado por el Ministro que corresponda según el orden antes establecido. El Presidente titular de la Comisión Nacional de Energía tenía, para todos los efectos administrativos, el rango de ministro de Estado, funcionario de la exclusiva confianza del Presidente de la República y que respondía directamente ante él de la gestión de la Comisión.

### 2010-presente
La Comisión Nacional de Energía es un organismo técnico encargado de analizar precios, tarifas y normas técnicas a las que deben ceñirse las empresas de producción, generación, transporte y distribución de energía, con el objeto de disponer de un servicio suficiente, seguro y de calidad, compatible con la operación más económica.
La Comisión está afecta al Sistema de Alta Dirección Pública (SADP) establecido en la ley Nº19.882.

## Funciones
Para el cumplimiento de su objetivo, y sin perjuicio de las demás atribuciones conferidas en otros cuerpos legales, corresponderá a la Comisión, en particular, las siguientes funciones y atribuciones:
a) Analizar técnicamente la estructura y nivel de los precios y tarifas de bienes y servicios energéticos, en los casos y forma que establece la ley.
b) Fijar las normas técnicas y de calidad indispensables para el funcionamiento y la operación de las instalaciones energéticas, en los casos que señala la ley.
c) Monitorear y proyectar el funcionamiento actual y esperado del sector energético, y proponer al Ministerio de Energía las normas legales y reglamentarias que se requieran, en las materias de su competencia.
d) Asesorar al Gobierno, por intermedio del Ministerio de Energía, en todas aquellas materias vinculadas al sector energético para su mejor desarrollo.

## Organización
La administración de la Comisión corresponde al Secretario Ejecutivo, quien es el Jefe Superior del Servicio y tiene su representación legal, judicial y extrajudicial.
El actual Secretario Ejecutivo de la CNE es el ingeniero civil industrial Marco Antonio Mancilla Ayancán, quien ha trabajado más de 26 años en el organismo, donde también se desempeñó como Jefe del Departamento de Hidrocarburos, ocupando ese cargo también por Alta Dirección Pública desde el año 2017.
La Comisión Nacional de Energía (CNE), que depende del Ministerio de Energía, cuenta con una dotación actual de 98 funcionarios y su organigrama se divide en siete departamentos: Eléctrico, Hidrocarburos, Jurídico, Regulación Económica, Información, Innovación Energética y Relaciones Institucionales, Administración y Finanzas, y Gestión de Personas y Calidad de Vida Laboral.

## Autoridades

### Listado de secretarios ejecutivos de la Comisión Nacional de Energía
El secretario ejecutivo de la CNE es nombrado por el presidente de la República mediante el proceso de selección de altos directivos públicos previsto en el párrafo 3.º del Título VI de la ley N.º 19.882.
El actual Secretario Ejecutivo es el ingeniero civil industrial de la Universidad Técnica Federico Santa María , Marco Antonio Mancilla Ayancán.

### Listado de ministro-presidentes de la Comisión Nacional de Energía
Al igual que el Secretario Ejecutivo, el ministro-presidente era nombrado por el presidente de la República.
| Nombre Secretario Ejecutivo       | Período en el cargo                            | Presidente de la República |
| --------------------------------- | ---------------------------------------------- | -------------------------- |
| Bruno Philippi Irarrázabal        | 8 de junio de 1978 a 1984                      | Augusto Pinochet Ugarte    |
| Sebastián Bernstein Letelier      | 1984 al 10 de marzo de 1990                    | Augusto Pinochet Ugarte    |
| Sergio Lorenzini Correa           | 11 de marzo de 1990 al 30 de agosto de 1991    | Patricio Aylwin Azócar     |
| Ángel Maulén Ríos                 | 3 de septiembre de 1991 al 10 de marzo de 1994 | Patricio Aylwin Azócar     |
| María Isabel González             | 11 de marzo de 1994 al 14 de abril de 1999     | Eduardo Frei Ruiz-Tagle    |
| Christian Nicolai Orellana        | 19 de abril de 1999 al 10 de marzo de 2000     | Eduardo Frei Ruiz-Tagle    |
| Vivianne Blanlot Soza             | 11 de marzo de 2000 al 8 de julio de 2003      | Ricardo Lagos Escobar      |
| Luis Sánchez Castellón            | 14 de julio de 2003 al 10 de marzo de 2006     | Ricardo Lagos Escobar      |
| Pablo Serra Banfi                 | 11 de marzo de 2006 al 18 de noviembre de 2006 | Michelle Bachelet Jeria    |
| Rodrigo Iglesias Acuña            | 4 de diciembre de 2006 al 10 de marzo de 2010  | Michelle Bachelet Jeria    |
| Yamal Soto Morales (S)            | 11 de marzo de 2010 al 14 de abril de 2010     | Sebastián Piñera Echenique |
| Juan Manuel Contreras Sepulveda   | 15 de abril de 2010 al 10 de marzo de 2014     | Sebastián Piñera Echenique |
| Andrés Romero Celedón             | 11 de marzo de 2014 al 10 de marzo de 2018     | Michelle Bachelet Jeria    |
| Carolina Zelaya Ríos (S)          | 1 de abril de 2018 al 19 de agosto de 2018     | Sebastián Piñera Echenique |
| José Venegas Maluenda             | 20 de agosto de 2018 - 11 de marzo de 2022     | Sebastián Piñera Echenique |
| Marco Antonio Mancilla Ayancán(s) | 11 de marzo de 2022 - 11 de octubre de 2022    | Gabriel Boric Font         |
| Marco Antonio Mancilla Ayancán    | 11 de octubre de 2022-presente                 | Gabriel Boric Font         |

| Nombre ministro-presidente             | Partido | Período                                       | Presidente              |
| -------------------------------------- | ------- | --------------------------------------------- | ----------------------- |
| Herman Brady Roche                     | Militar | 8 de junio de 1978 - 11 de marzo de 1990      | Augusto Pinochet Ugarte |
| Jaime Tohá González                    | PS      | 11 de marzo de 1990 - 11 de marzo de 1994     | Patricio Aylwin Azócar  |
| Alejandro Jadresic Marinovic           | IND     | 11 de marzo de 1994 - 5 de enero de 1998      | Eduardo Frei Ruiz-Tagle |
| Álvaro García Hurtado                  | PPD     | 5 de enero de 1998 - 1 de agosto de 1998      | Eduardo Frei Ruiz-Tagle |
| Jorge Leiva Lavalle                    | PS      | 1 de agosto de 1998 - 24 de noviembre de 1998 | Eduardo Frei Ruiz-Tagle |
| Óscar Landerretche Gacitúa             | PS      | 24 de noviembre de 1998 - 11 de marzo de 2000 | Eduardo Frei Ruiz-Tagle |
| José De Gregorio Rebeco                | PDC     | 11 de marzo de 2000 - 19 de junio de 2001     | Ricardo Lagos Escobar   |
| Jorge Rodríguez Grossi                 | PDC     | 19 de junio de 2001 - 11 de marzo de 2006     | Ricardo Lagos Escobar   |
| Karen Poniachik Pollak                 | IND     | 11 de marzo de 2006 - 29 de marzo de 2007     | Michelle Bachelet Jeria |
| Marcelo Tokman Ramos                   | PPD     | 29 de marzo de 2007 - 31 de enero de 2010     | Michelle Bachelet Jeria |
| (incorporado al Ministerio de Energía) | -       | 31 de enero de 2010                           | Michelle Bachelet Jeria |